# John Michael Plumb
John Michael Plumb (Islip, 28 marzo 1940) è un cavaliere statunitense.
Vanta sette partecipazioni ai Giochi olimpici e sei medaglie conquistate nell'Equitazione (delle quali una sola a livello individuale).

## Partecipazioni olimpiche
1. Roma 1960
2. Tokyo 1964
3. Città del Messico 1968
4. Monaco di Baviera 1972
5. Montréal 1976
6. Los Angeles 1984
7. Barcellona 1992

## Palmarès
- Argento a Tokyo 1964 (concorso a squadre)
- Argento a Città del Messico 1968 (concorso a squadre)
- Argento a Monaco 1972 (concorso a squadre)
- Argento a Montreal 1976 (concorso individuale)
- Oro a Montreal 1976 (concorso a squadre)
- Oro a Los Angeles 1984 (concorso a squadre)